# Ettore Bortolotti
Pour les articles homonymes, voir Bortolotti.
Ettore Bortolotti (né à Bologne le 6 mars 1866 et mort dans la même ville le 17 février 1947) est un mathématicien Italien.

## Biographie
Ettore Bortolotti est né à Bologne où il a étudié les mathématiques avec Salvatore Pincherle et Cesare Arzelà. Il est diplômé en mathématiques en 1889 à l'université de Bologne, sous la direction de Pincherle. Il est nommé professeur au lycée de Modica en Sicile en 1891, puis étudie un an à Paris, avant de donner des cours à l'université de Rome en 1893.
En 1900, il devient professeur de calcul infinitésimal à Modène. Là, il devient doyen de 1913 à 1919, puis retourne à l'université de Bologne, où il prend sa retraite en 1936.
Il a été invité comme orateur au Congrès international des mathématiciens en 1924 à Toronto et en 1928 à Bologne.
Bortolotti a été également un géomètre différentiel et un relativiste. En fait, en 1929, il a commenté la base géométrique de la théorie du parallélisme absolu d’Einstein dans un article intitulé "Étoiles de congruences et parallélisme absolu: base géométrique pour une théorie récente d’Einstein",.
Son fils Enea était également mathématicien. Il est mort à Bologne en 1947.

## Travaux sélectionnés
- Sur les connexions métriques avec parallélisme absolu, Proc. Kon. Akad. Mouiller. Amsterdam 30 (1927), 216-218.
- Réseaux de Cebiceff et systèmes conjugués dans Riemannian Vn, Rend. Reale Acc.Dei Lincei (6a) 5 (1927), 741-747.
- Étoiles de congruences et parallélisme absolu: fondements géométriques d'une théorie récente d'Einstein, Rend. Reale Acc.Dei Lincei 9 (1929), 530-538.
- Les Premiers Algorithmes infinis dans les travaux des mathématiciens italiens du XVIIe siècle (1939)
- L'Œuvre géométrique d'Evangelista Torricelli (1939)
- Les Sources des mathématiques modernes. Mathématiques sumériennes et babyloniennes (1940)
- Influence du champ numérique sur le développement des théories algébriques (1941)
- La Correspondance mathématique de Giovanni Regiomontano avec Giovanni Bianchini, Giacomo Speier et Cristiano Roder (1942)
- La Publication des œuvres et de la correspondance mathématique de Paolo Ruffini (1943)
- Le Problème de la tangente dans l'œuvre géométrique d'Evangelista Torricelli (1943)
- Les Séries divergentes dans la correspondance mathématique de Paolo Ruffini (1944)
- La Correspondance mathématique de Paolo Ruffini (1947)